# Christianisme aux Comores

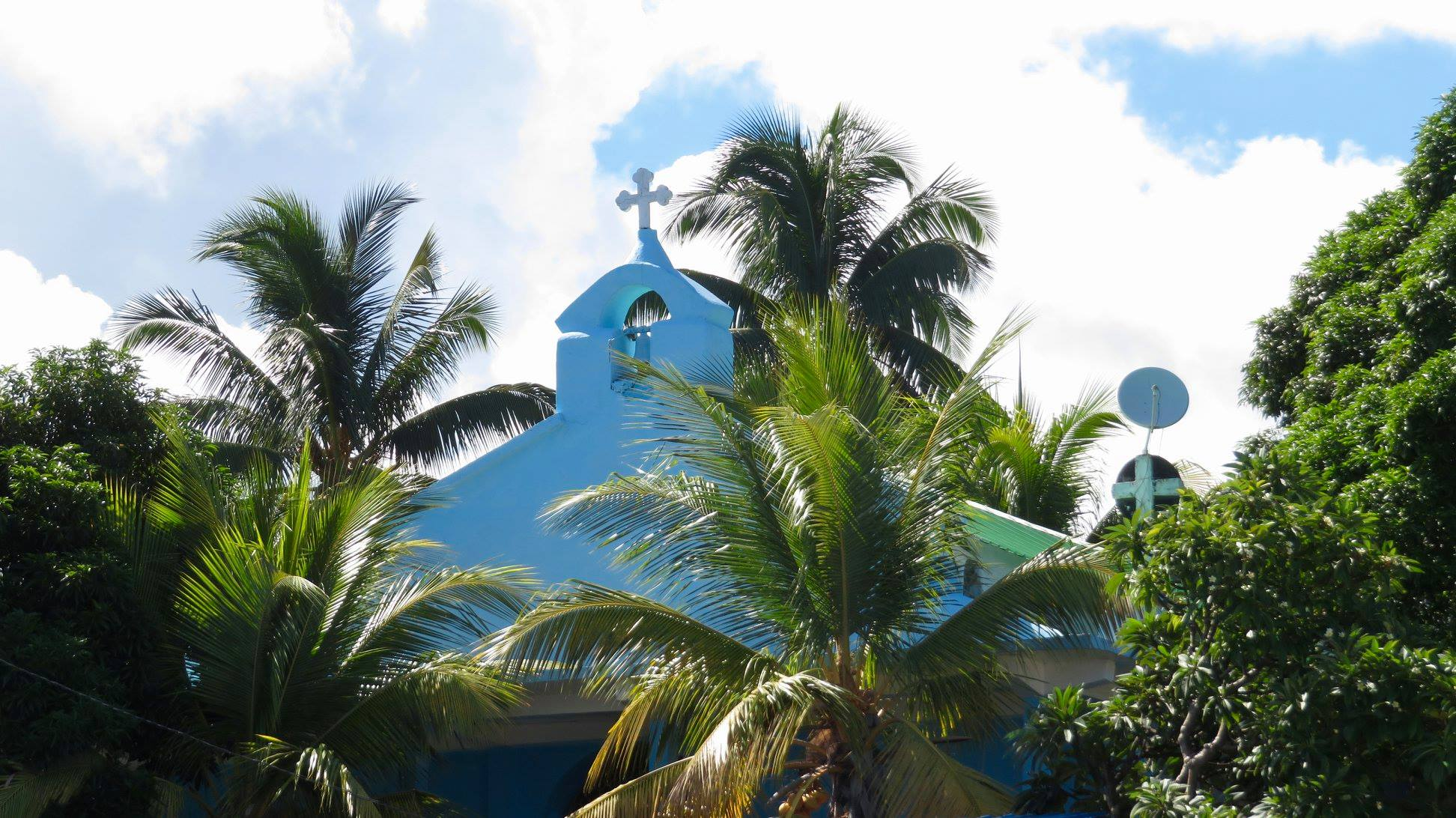
Eglise aux Comores, Jobas, 2019

Les chrétiens aux Comores représentent à peu près 1 % de la population, l'islam étant la religion majoritaire. Les Catholiques romains représentent environ 0,5 % de la population, soit 4 300 personnes, les protestants environ 0,25 %, soit 1 680 personnes.  
La constitution garantit la liberté de la religion bien que leur soient refusés certains droits accordés à la population musulmane. Par exemple, leurs témoignages ne sont pas recevables dans une cour de justice. 
Il y a des groupes religieux étrangers, qui offrent des actions humanitaires et qui, selon eux, ne s'occupent pas d'évangéliser la population. Les groupes religieux n'ont pas le droit de s'enregistrer auprès de l'État. Une loi précise que celui qui prêche une autre religion aux musulmans est passible d'une peine de prison et d'une amende. En 2006, quatre personnes accusées d'avoir fait du prosélytisme ont été condamnées à trois mois de prison.
À Ngazidja, la liberté de l'Église est plus élevée que dans des autres parties des Comores. Il y a une église catholique romaine à Moroni, à l'ile de Ngazidja. Une autre église catholique romaine à Mutsamudu. Il y a une église protestante à Moroni. 
Selon la World Christian Encyclopedia, il y a au moins une paroisse adventiste du septième Jour et de l'Église réformée des Comores. 